# Wrocław Świebodzki
Wrocław Świebodzki – nieczynna stacja i dworzec kolejowy w ścisłym centrum Wrocławia przy placu Orląt Lwowskich na Przedmieściu Świdnickim (800 m od Rynku, 1,5 km od stacji Wrocław Główny), najstarszy z trzech zachowanych do dziś z infrastrukturą (torowiska, perony i rozjazdy) pasażerskich dworców kolejowych we Wrocławiu, jednak od 1991 wyłączony z eksploatacji kolei (w jego budynkach znajduje się dziś teatr i firmy handlowo-usługowe). Planowane jest ponowne uruchomienie kursów pociągów, jednak dopiero w 3. dekadzie XXI wieku (do 2028 roku).

## Historia
Budowę linii kolejowej Wrocław – Świebodzice, dla której Dworzec Świebodzki był stacją początkową, rozpoczęto w kwietniu 1842. Pierwszy inauguracyjny pociąg odjechał z Dworca 28 października 1843, a dzień później rozpoczęto regularne kursy (kilka miesięcy po dworcu kolei Górnośląskiej, który w 1856 roku został przekształcony na obiekt administracyjny i po demontażu torowisk przestał definitywnie pełnić funkcje dworca). Później linia została przedłużona do Wałbrzycha (1 marca 1853), a potem połączona ze Śląską Koleją Górską z Jeleniej Góry (15 sierpnia 1867). Linia zelektryfikowana została w 1914, po II wojnie światowej w lipcu 1945 Armia Czerwona zdemontowała i wywiozła trakcję elektryczną do Rosji, resztę rozszabrowano. Dworzec Świebodzki wznowił powojenną działalność w sierpniu 1945, a linia do Jeleniej Góry została ponownie zelektryfikowana w 1966 roku.
Początkowo, w latach 40. XIX wieku i w następnych dekadach, Wrocław obsługiwało kilka konkurencyjnych sieci kolejowych i każda z nich budowała swój osobny dworzec. Wszystkie te dworce były dworcami czołowymi: zarówno Dworzec Świebodzki, jak Dworzec Dolnośląsko-Marchijski (wybudowany w 1843–1844, tuż obok Świebodzkiego), Dworzec Górnośląski (obok dzisiejszego dworca Wrocław Główny). Pierwotnie Dworzec Górnośląski łączył ze Świebodzkim tor pomocniczy do przetaczania wagonów ciągnionych przez konie, później wybudowano regularne połączenie obydwu dworców, biegnące na poziomie ziemi, dzisiejszymi ulicami Bogusławskiego i Kolejową. Jeszcze później, pod koniec lat 60. XIX w., połączenie to podniesiono na nasyp, a w jego zachodnim odcinku tory przeniesiono kilkaset metrów dalej na południe, wzdłuż ulic Pszennej, Owsianej i Manganowej, przerzucając wiadukty nad przecinającymi się z torami ulicami i umożliwiając w ten sposób bezkolizyjny rozwój miasta w kierunku południowym. Fragment starej trasy funkcjonował nadal jako tor prowadzący do mieszczącej się przy dzisiejszej ulicy Kolejowej fabryki taboru kolejowego (Waggonfabrik Gebr. Hofmann & Co. AG, która weszła później w skład Linke-Hofmann Werke), a później do wybudowanego na jej miejscu zakładów transportowych poczty (po roku 1945 wykorzystano tę trasę ponownie i ułożonymi tam torami wywożono gruz i cegły ze zrujnowanego miasta na bocznice Świebodzkiego). Na tyłach dworca wzdłuż ulicy Tęczowej powstały korzystające z transportu kolejowego gazownia, magazyny i hurtownie.
Wkrótce po tym, w roku 1868, kiedy Towarzystwo Kolei Prawego Brzegu Odry uruchomiło kolejny wrocławski dworzec – Wrocław Nadodrze, zadbało ono o wybudowanie własnej stacji w rejonie istniejących już dworców Świebodzkiego i Dolnośląsko-Marchijskiego – był to Dworzec Miejski Kolei Prawego Brzegu Odry, zbudowany w 1872. W ten sposób powstały zręby współczesnego kształtu wrocławskiego węzła kolejowego, w którym w rejonie dzisiejszego placu Orląt Lwowskich, ulic Robotniczej i Braniborskiej funkcjonowały równocześnie trzy dworce kolejowe. W późniejszych latach jednak dworce Marchijski i Prawobrzeżny straciły rację bytu (z ich połączenia powstał Dworzec Towarowy Zachodni – West-Güter Bahnhof; jego pozostałości to znajdujące się w tym rejonie miasta magazyny i bocznice) i obsługę wszystkich pasażerów tego węzła przejął Dworzec Świebodzki.

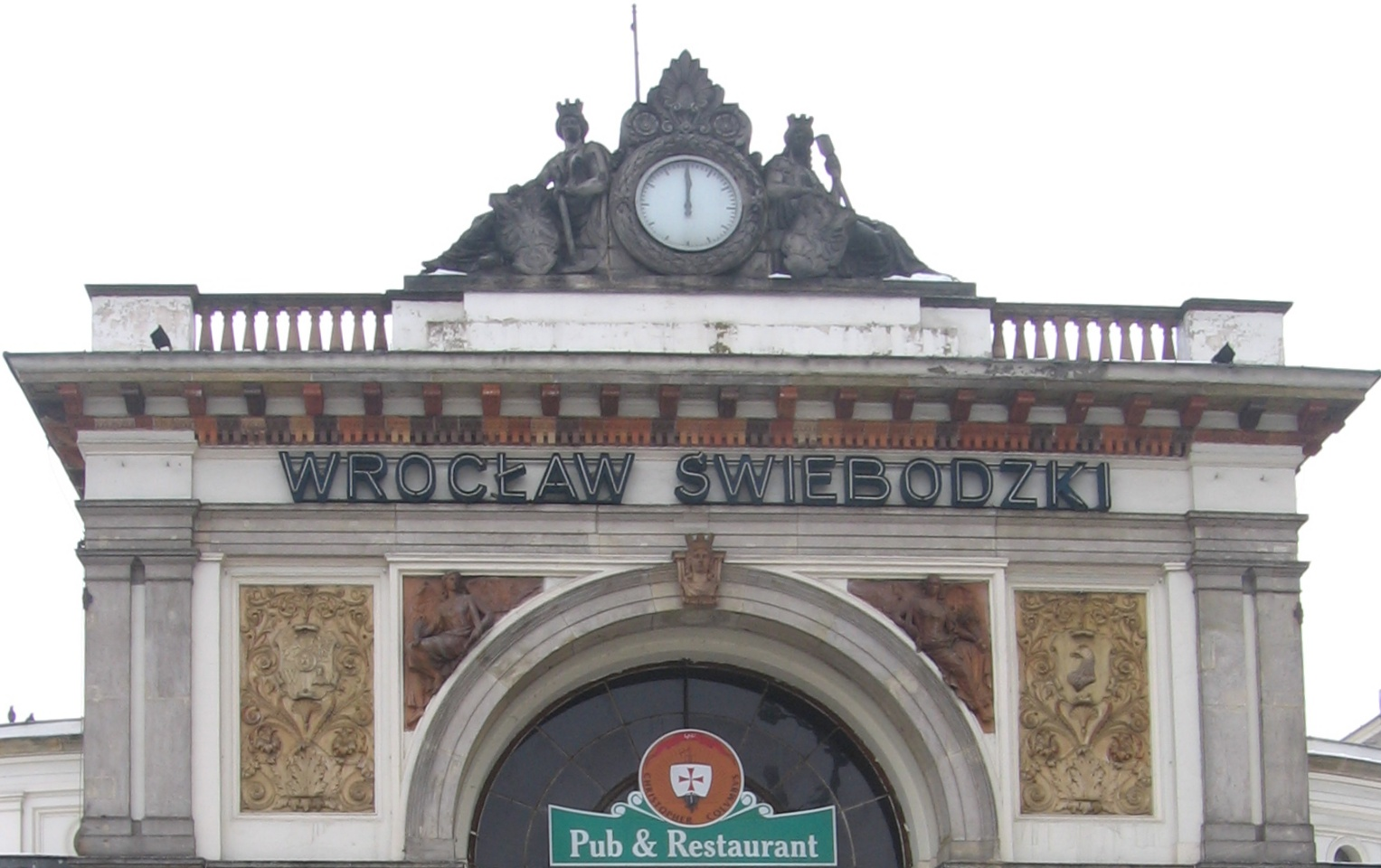
Silesia i Pomerania nad wejściem głównym
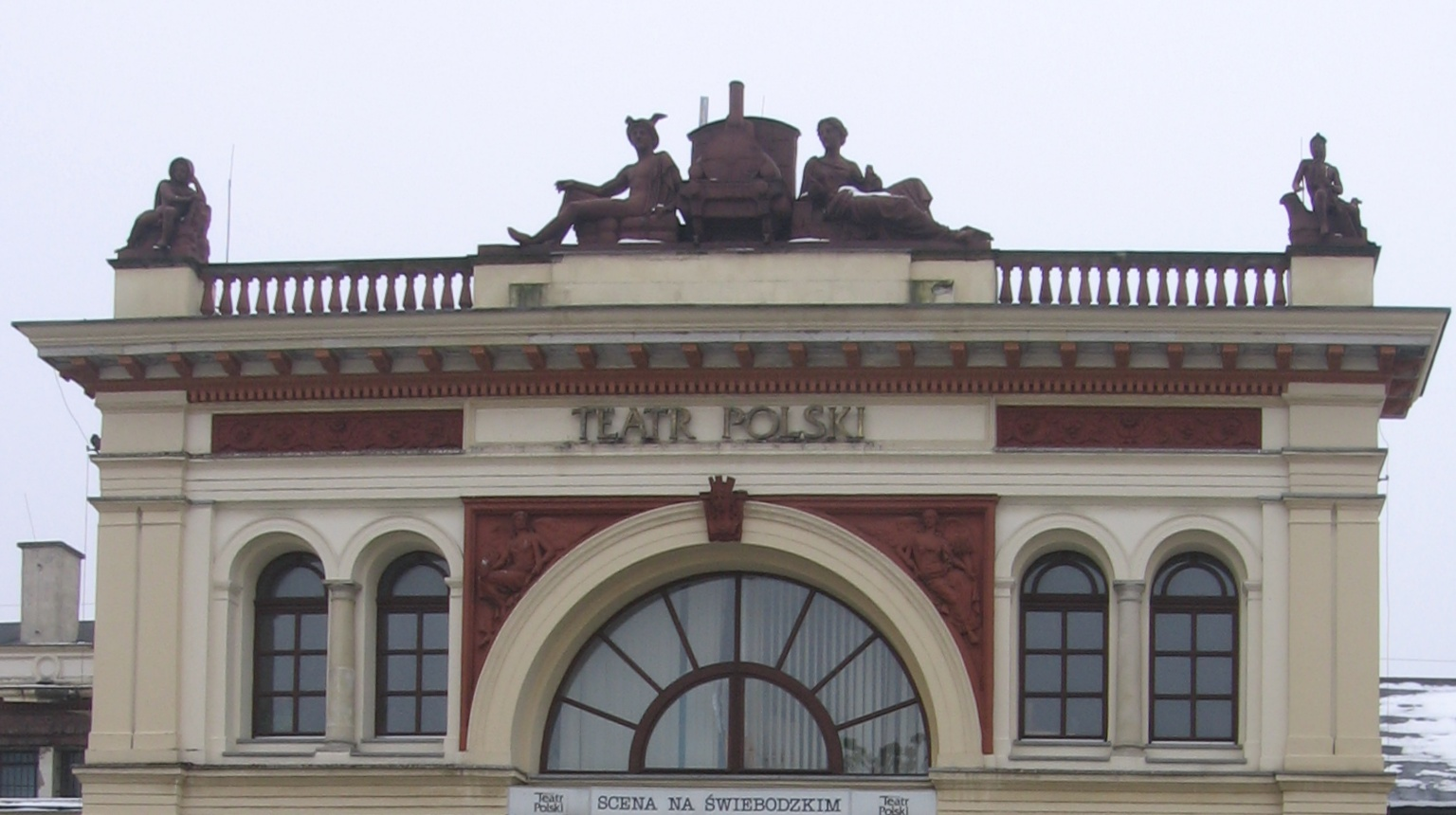
Merkury i Industria nad wejściem północnym
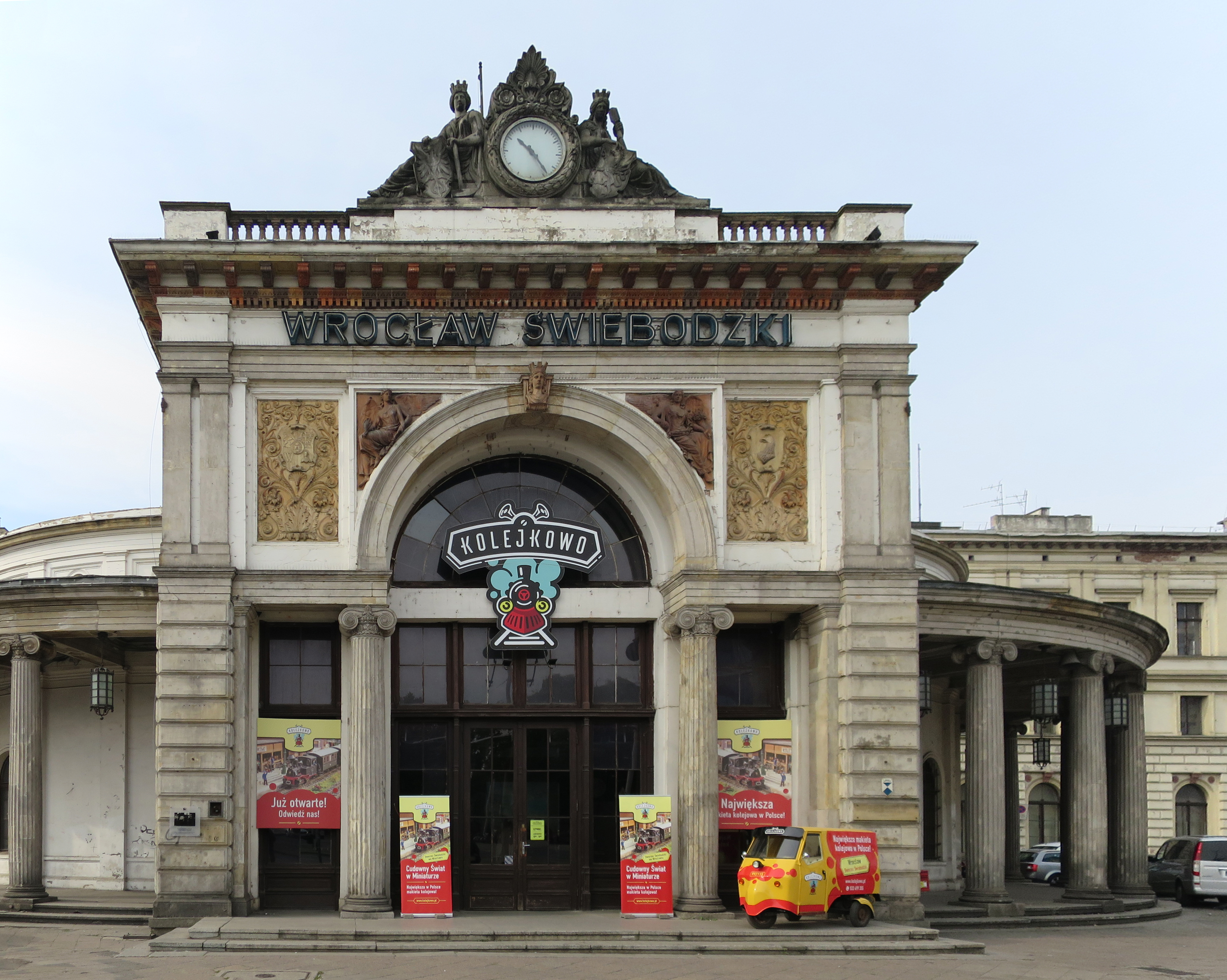
Wejście główne
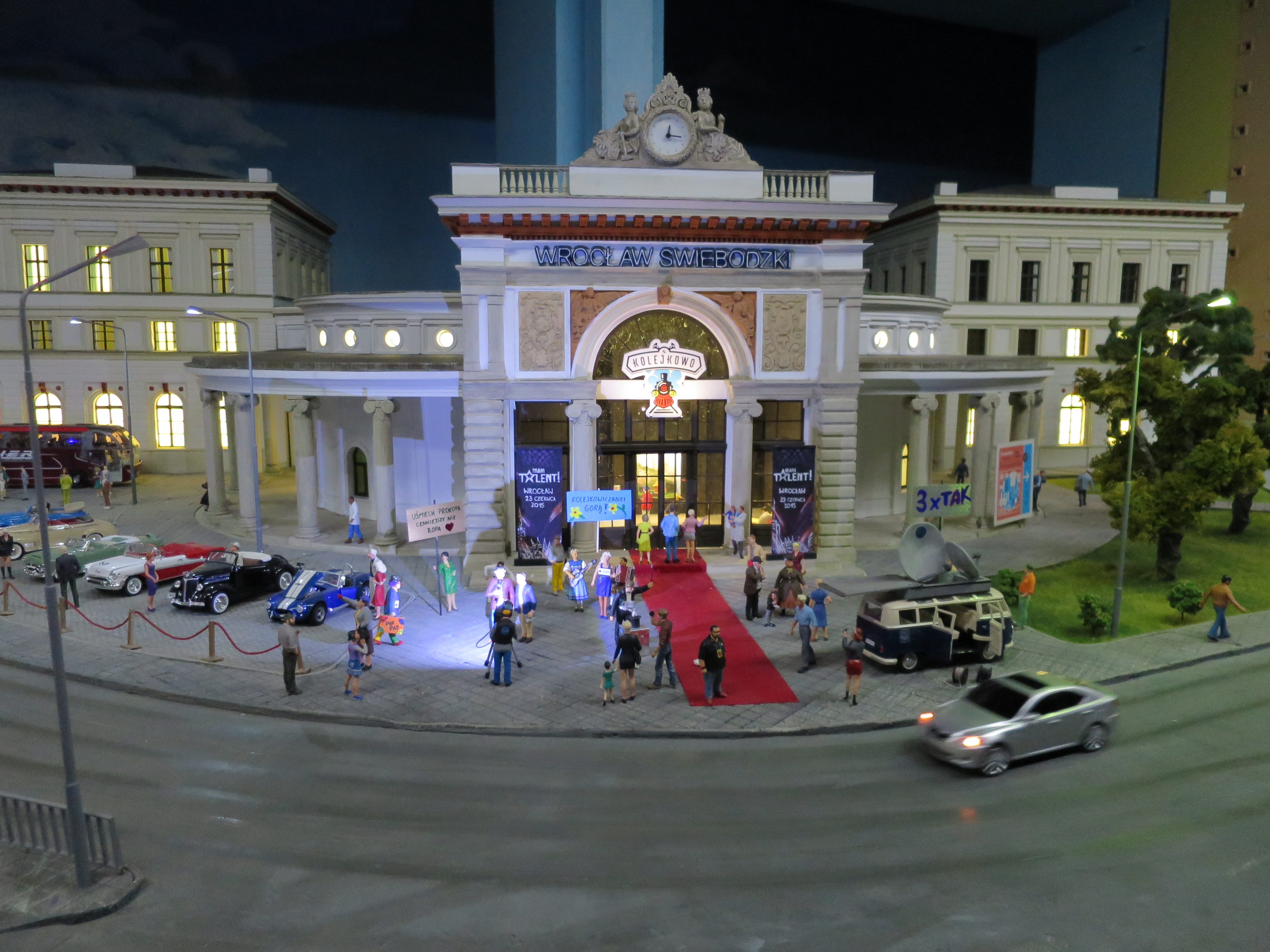
Widok dworca na makiecie „Kolejkowo”
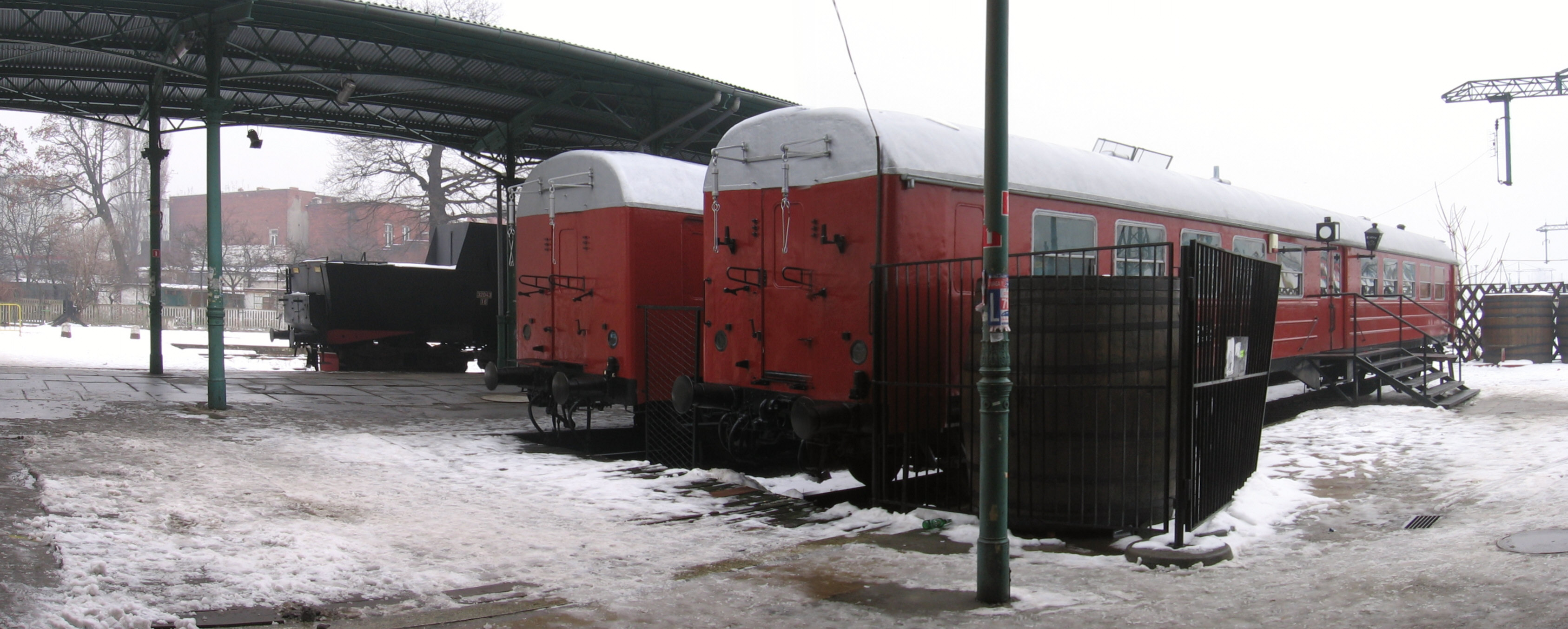
Zabytkowy parowóz i pub urządzony w wagonach przy peronie dworca
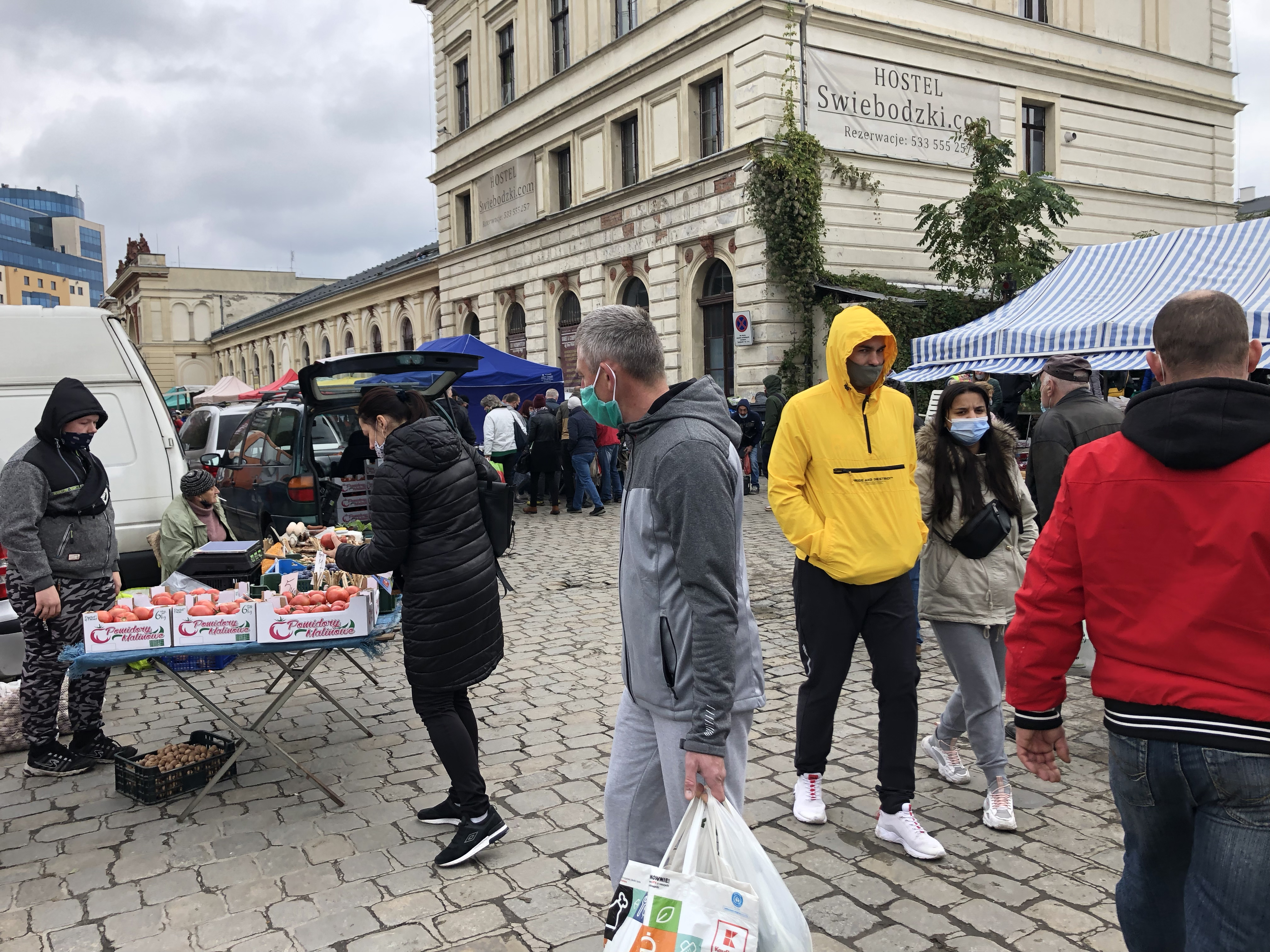

Dworzec Świebodzki, zaprojektowany w stylu późnoklasycystycznym przez inż. Cochiusa stanowił początkowo parterowy budynek ze środkową częścią złożoną z dwóch kondygnacji, położony przy dzisiejszej ul. Tęczowej, mieściła się tam później administracja dworca. Na dworcu znajdowały się dwa perony nakryte daszkiem podpartym kolumienkami, a przed nim, na dzisiejszym placu Orląt Lwowskich, znajdowała się obrotnica. Z biegiem czasu dobudowano drugi pawilon, na północ od torów. Dworzec, przebudowany w latach 1868–1874 według projektów Walthera Kyllmanna, Adolfa Heydena oraz Carla Lüdeckego (projekt fasady), uzyskał dzisiejszą postać, okazalszą niż pierwotna. Wobec zamierzeń uruchomienia z tego dworca połączenia Wrocławia ze Szczecinem – nad wejściem poza zegarem znalazły się alegoryczne rzeźby Pomeranii i Silesii z herbami obu prowincji i ich stolic. Na łukach wejścia północnego z kolei umieszczono alegorie Merkurego i Industrii i nawiązania do śląskiego górnictwa i pomorskiego transportu morskiego.
W latach 20. XX wieku architekci miejscy Max Berg, Richard Konwiarz i Ludwig Moshamer zaproponowali generalną przebudowę dworca na czołowo-przelotowy (z poprzecznymi peronami na przedłużeniu odbudowanego połączenia szlakiem ul. Kolejowej), jednak plany te nie doczekały się realizacji.
W latach 1942–1944 tuż przy dworcu powstała sieć schronów przeciwlotniczych, które miały chronić mieszkańców przed atakami lotnictwa alianckiego.

## Dzieje najnowsze
1967Kręcone byly sceny do filmu Lalka Wojciecha Hasa; Dworzec Świebodzki grał rolę warszawskiego Dworca Wiedeńskiego.
1991Koniec regularnych kursów pociągów. Kolej wydzierżawiła pomieszczenia Teatrowi Polskiemu (znajdowała się tam zastępczo przez czas odbudowy głównego budynku teatru po pożarze w styczniu 1994 jego główna scena), klubom nocnym Imperium, Columbus, a później Senso, klubowi muzycznemu Wagon i firmom usługowym. Na torach i rozjazdach dworca urządzono plac targowy, a w dwóch stojących tam wagonach „ryflakach” urządzono piwiarnię.
wrzesień 2007Pożar części dworca.
26 stycznia 2015Otwarcie wystawy „Kolejkowo” w pomieszczeniach dworca – na 150 m² została zbudowana makieta z jeżdżącymi modelami pociągów w skali 1:22,5, zawierająca, oprócz fantazyjnego Kolejkowa, także różne motywy inspirowane Dolnym Śląskiem (w czerwcu 2021 przeniesiona do nowej lokalizacji).
wiosna/lato 2015Kręcone były sceny do drugiego sezonu serialu Belfer.
8 lipca 2015Kręcone były sceny do serialu Bodo. Nagrywane były sceny rozgrywające się na dworcach w Poznaniu i w Warszawie.
11 listopada 2016Pociąg okolicznościowy Klubu Sympatyków Kolei we Wrocławiu wjechał na peron 3. dworca. Był to pierwszy od 24 lat ogólnodostępny pociąg pasażerski na dworcu Świebodzkim.
28 marca 2018Wywieziono stojący w peronach dworca od 21 lat parowóz Ty2-22 wraz z tendrem 32D43-16. Lokomotywę zakupiło Muzeum Historyczne w Lubinie z przeznaczeniem na ekspozycję na tamtejszym dworcu kolejowym.
14 listopada 2019W strzelnicy znajdującej się w piwnicy obiektu wybuchł pożar, który pociągnął za sobą jedną ofiarę śmiertelną, a 9 osób zostało rannych. Przyczyną było zapalenie się prochu, który gromadził się na ścianach i suficie pomieszczenia. Akcję ratunkową utrudniała eksplodująca amunicja i duża ilość łatwopalnej izolacji akustycznej.
18–19 maja 2020Pożar w budynku należącym do kompleksu dworca przy ul. Tęczowej.
23–24 stycznia 2021Pożar „Wagon Clubu” – baru mieszczącego się w stojących w peronach dworca dwóch wagonach „ryflakach”.
14 marca 2023Na dworcu pojawił się pociąg – dwunapędowy Impuls 36EWh-015 Kolei Dolnośląskich. Był to przejazd techniczny związany z planami przywrócenia ruchu pasażerskiego na Świebodzkim.